# Izrail Wejcer
Izrail Jakowlewicz Wejcer (ros. Израиль Яковлевич Вейцер, ur. 1889 w Drui, zm. 7 maja 1938 w Kommunarce) – radziecki działacz państwowy.

## Życiorys
Studiował na Uniwersytecie Kazańskim i w Piotrogrodzkim Instytucie Politechnicznym, w 1905 wstąpił do Bundu, a w 1914 do SDPRR(b), od marca 1914 do grudnia 1917 pracował jako buchalter w Symbirsku i w guberni kazańskiej. Od grudnia 1917 kierował sekcją finansową przy Władzy Tymczasowej, potem powiatowym wydziałem finansowym w Nowozybkowie, był członkiem prezydium gubernialnego Sownarchozu w Czernihowie, przewodniczącym nadzwyczajnej komisji ewakuacyjnej w Czernihowie i do 1919 członkiem kolegium czernihowskiego gubernialnego oddziału finansowego. W 1919 służył w Armii Czerwonej, od 1919 do marca 1920 pracował w zarządzie wiackiego gubernialnego związku spółdzielni spożywców, od marca 1920 do maja 1921 sekretarzem odpowiedzialnym wiackiego gubernialnego komitetu RKP(b) i przewodniczącym Komitetu Wykonawczego Wiackiej Rady Gubernialnej, a od czerwca do sierpnia 1921 przewodniczącym penzeńskiego gubernialnego Sownarchozu. Od sierpnia do listopada 1921 był pełnomocnikiem WCIK ds. poboru podatku żywnościowego w Penzie, od grudnia 1921 do stycznia 1922 przewodniczącym Komitetu Wykonawczego Penzeńskiej Rady Gubernialnej, od lutego 1922 do 1923 przewodniczącym tulskiego gubernialnego Sownarchozu, a od 1923 do stycznia 1924 przewodniczącym Komitetu Wykonawczego Tulskiej Rady Gubernialnej. Od stycznia do maja 1924 był sekretarzem odpowiedzialnym tulskiego gubernialnego komitetu RKP(b), od lipca 1924 do 1925 był członkiem Kolegium Ludowego Komisariatu Handlu Wewnętrznego ZSRR, od 1925 do lipca 1929 członkiem Kolegium Ludowego Komisariatu Handlu Wewnętrznego i Zagranicznego ZSRR i szefem jednego z zarządów tego komisariatu, od lipca 1929 do grudnia 1930 ludowym komisarzem handlu Ukraińskiej SRR. Od 15 czerwca 1930 do 28 stycznia 1932 był członkiem KC KP(b)U, od grudnia 1930 do 29 lipca 1934 zastępcą ludowego komisarza handlu wewnętrznego ZSRR i jednocześnie od stycznia 1932 do lipca 1934 przedstawicielem handlowym ZSRR w Niemczech, a od 29 lipca 1934 do 17 października 1937 ludowym komisarzem handlu wewnętrznego ZSRR. 21 kwietnia 1933 został odznaczony Orderem Lenina, a 17 stycznia 1936 Orderem Czerwonego Sztandaru Pracy.
17 października 1937 został aresztowany, 7 maja 1938 skazany na śmierć przez Wojskowe Kolegium Sądu Najwyższego ZSRR pod zarzutem udziału w kontrrewolucyjnej organizacji terrorystycznej i rozstrzelany. 4 kwietnia 1956 pośmiertnie zrehabilitowany.